# Formule 1 in 2003

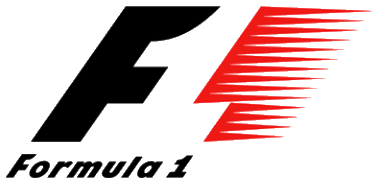
Formule 1 logo

Het Formule 1-seizoen 2003 was het 54ste FIA Formula One World Championship seizoen, en startte op 9 maart en eindigde op 12 oktober na zestien races.
Michael Schumacher werd voor de 6e keer wereldkampioen en was tot en met 2018 de enige rijder in de geschiedenis van de Formule 1 die meer dan vijf wereldtitels behaald heeft.
Het was een seizoen waarin maar liefst acht verschillende coureurs een race wonnen. Fernando Alonso werd de jongste rijder ooit die een Grand Prix won (Grand Prix van Hongarije). Dit record werd in 2008 verbroken door Sebastian Vettel, die de Grand Prix van Italië won. Vettels record werd uiteindelijk in 2016 verbroken door Max Verstappen, na het winnen van de Grand Prix van Spanje in Barcelona, met een leeftijd van 18 jaar en 228 dagen.
Marc Gene verving Ralf Schumacher tijdens de GP van Italië.
Takuma Sato verving Jacques Villeneuve in Japan die wegbleef bij BAR-Honda omdat zijn contract voor het volgende seizoen niet werd verlengd.

## Kalender

Landen die in 2003 een Grand Prix organiseerden zijn getoond in het groen, voormalige organiserende landen zijn getoond in het donkergrijs.

| GP nr. | Ronde | Grand Prix                 | Circuit                        | Plaats                    | Datum        |
| ------ | ----- | -------------------------- | ------------------------------ | ------------------------- | ------------ |
| 698    | 1     | GP van Australië           | Albert Park Street Circuit     | Melbourne                 | 9 maart      |
| 699    | 2     | GP van Maleisië            | Sepang International Circuit   | Sepang                    | 23 maart     |
| 700    | 3     | GP van Brazilië            | Autódromo José Carlos Pace     | São Paulo                 | 6 april      |
| 701    | 4     | GP van San Marino          | Autodromo Enzo e Dino Ferrari  | Imola                     | 20 april     |
| 702    | 5     | GP van Spanje              | Circuit de Barcelona-Catalunya | Montmeló                  | 4 mei        |
| 703    | 6     | GP van Oostenrijk          | A1 Ring                        | Spielberg bei Knittelfeld | 18 mei       |
| 704    | 7     | GP van Monaco              | Circuit de Monaco              | Monte Carlo               | 1 juni       |
| 705    | 8     | GP van Canada              | Circuit Gilles Villeneuve      | Montreal (Quebec)         | 15 juni      |
| 706    | 9     | GP van Europa              | Nürburgring GP-Strecke         | Nürburg                   | 29 juni      |
| 707    | 10    | GP van Frankrijk           | Circuit de Nevers Magny-Cours  | Magny-Cours               | 6 juli       |
| 708    | 11    | GP van Groot-Brittannië    | Silverstone Circuit            | Silverstone               | 20 juli      |
| 709    | 12    | GP van Duitsland           | Hockenheimring                 | Hockenheim                | 3 augustus   |
| 710    | 13    | GP van Hongarije           | Hungaroring                    | Mogyoród                  | 24 augustus  |
| 711    | 14    | GP van Italië              | Autodromo Nazionale Monza      | Monza                     | 14 september |
| 712    | 15    | GP van de Verenigde Staten | Indianapolis Motor Speedway    | Indianapolis (Indiana)    | 28 september |
| 713    | 16    | GP van Japan               | Circuit Suzuka                 | Suzuka                    | 12 oktober   |

### Kalenderwijziging in 2003
- De Grand Prix van Frankrijk en de Grand Prix van Groot-Brittannië werden op de kalender omgewisseld ten opzichte van 2002.

### Afgelast
- De Grand Prix van België werd afgelast. De Formule 1-teams en de FIA wilden met reclame rijden maar dat is met ingang van 1 augustus 2003 verboden, de FIA besloot hierop de Grand Prix af te gelasten.[1][2]

| Ronde | Grand Prix    | Circuit                      | Plaats   | Originele datum |
| ----- | ------------- | ---------------------------- | -------- | --------------- |
| 14    | GP van België | Circuit de Spa-Francorchamps | Stavelot | 31 augustus     |

## Ingeschreven teams en coureurs
De volgende teams en coureurs namen deel aan het 'FIA Wereldkampioenschap F1' 2003.
| Inschrijving                | Constructeur     | Chassis         | Motor                           | Banden | Nr. | Coureur               | Ronde       | Nr. | Reserve coureur   |
| --------------------------- | ---------------- | --------------- | ------------------------------- | ------ | --- | --------------------- | ----------- | --- | ----------------- |
| Scuderia Ferrari Marlboro   | Ferrari          | F2002B F2003-GA | Ferrari 051B Ferrari 052        | B      | 1   | Michael Schumacher    | Alle        |     |                   |
| Scuderia Ferrari Marlboro   | Ferrari          | F2002B F2003-GA | Ferrari 051B Ferrari 052        | B      | 2   | Rubens Barrichello    | Alle        |     |                   |
| BMW WilliamsF1 Team         | Williams-BMW     | FW25            | BMW P83                         | M      | 3   | Juan Pablo Montoya    | Alle        |     |                   |
| BMW WilliamsF1 Team         | Williams-BMW     | FW25            | BMW P83                         | M      | 4   | Ralf Schumacher       | Alle        |     |                   |
| BMW WilliamsF1 Team         | Williams-BMW     | FW25            | BMW P83                         | M      | 4   | Marc Gené             | 14          |     |                   |
| West McLaren Mercedes       | McLaren-Mercedes | MP4-17D         | Mercedes FO110M Mercedes FO110P | M      | 5   | David Coulthard       | Alle        |     |                   |
| West McLaren Mercedes       | McLaren-Mercedes | MP4-17D         | Mercedes FO110M Mercedes FO110P | M      | 6   | Kimi Räikkönen        | Alle        |     |                   |
| Mild Seven Renault F1 Team  | Renault          | R23 R23B        | Renault RS23                    | M      | 7   | Jarno Trulli          | Alle        | 34  | Allan McNish      |
| Mild Seven Renault F1 Team  | Renault          | R23 R23B        | Renault RS23                    | M      | 8   | Fernando Alonso       | Alle        | 44  | Franck Montagny   |
| Sauber Petronas             | Sauber-Petronas  | C22             | Petronas 03A                    | B      | 9   | Nick Heidfeld         | Alle        |     |                   |
| Sauber Petronas             | Sauber-Petronas  | C22             | Petronas 03A                    | B      | 10  | Heinz-Harald Frentzen | Alle        |     |                   |
| Benson & Hedges Jordan Ford | Jordan-Ford      | EJ13            | Ford RS1                        | B      | 11  | Giancarlo Fisichella  | Alle        | 36  | Zsolt Baumgartner |
| Benson & Hedges Jordan Ford | Jordan-Ford      | EJ13            | Ford RS1                        | B      | 12  | Ralph Firman          | 1–13, 15–16 | 36  | Björn Wirdheim    |
| Benson & Hedges Jordan Ford | Jordan-Ford      | EJ13            | Ford RS1                        | B      | 12  | Zsolt Baumgartner     | 13–14       | 36  | Satoshi Motoyama  |
| Jaguar Racing               | Jaguar-Cosworth  | R4              | Cosworth CR-5                   | M      | 14  | Mark Webber           | Alle        |     |                   |
| Jaguar Racing               | Jaguar-Cosworth  | R4              | Cosworth CR-5                   | M      | 15  | Antônio Pizzonia      | 1–11        |     |                   |
| Jaguar Racing               | Jaguar-Cosworth  | R4              | Cosworth CR-5                   | M      | 15  | Justin Wilson         | 12–16       |     |                   |
| Lucky Strike BAR Honda      | BAR-Honda        | 005             | Honda RA003E                    | B      | 16  | Jacques Villeneuve    | 1–15        |     |                   |
| Lucky Strike BAR Honda      | BAR-Honda        | 005             | Honda RA003E                    | B      | 16  | Takuma Sato           | 16          |     |                   |
| Lucky Strike BAR Honda      | BAR-Honda        | 005             | Honda RA003E                    | B      | 17  | Jenson Button         | Alle        |     |                   |
| Trust Minardi Cosworth      | Minardi-Cosworth | PS03            | Cosworth CR-3                   | B      | 18  | Justin Wilson         | 1–11        | 39  | Matteo Bobbi      |
| Trust Minardi Cosworth      | Minardi-Cosworth | PS03            | Cosworth CR-3                   | B      | 18  | Nicolas Kiesa         | 12–16       | 39  | Gianmaria Bruni   |
| Trust Minardi Cosworth      | Minardi-Cosworth | PS03            | Cosworth CR-3                   | B      | 19  | Jos Verstappen        | Alle        |     |                   |
| Panasonic Toyota Racing     | Toyota           | TF103           | Toyota RVX-03                   | M      | 20  | Olivier Panis         | Alle        |     |                   |
| Panasonic Toyota Racing     | Toyota           | TF103           | Toyota RVX-03                   | M      | 21  | Cristiano da Matta    | Alle        |     |                   |

## Resultaten en klassement

### Grands Prix
| Ronde | Grand Prix                 | Poleposition       | Snelste ronde      | Winnende coureur     | Winnende constructeur | Banden | Verslag |
| ----- | -------------------------- | ------------------ | ------------------ | -------------------- | --------------------- | ------ | ------- |
| 1     | GP van Australië           | Michael Schumacher | Kimi Räikkönen     | David Coulthard      | McLaren-Mercedes      | M      | Verslag |
| 2     | GP van Maleisië            | Fernando Alonso    | Michael Schumacher | Kimi Räikkönen       | McLaren-Mercedes      | M      | Verslag |
| 3     | GP van Brazilië            | Rubens Barrichello | Rubens Barrichello | Giancarlo Fisichella | Jordan-Ford           | B      | Verslag |
| 4     | GP van San Marino          | Michael Schumacher | Michael Schumacher | Michael Schumacher   | Ferrari               | B      | Verslag |
| 5     | GP van Spanje              | Michael Schumacher | Rubens Barrichello | Michael Schumacher   | Ferrari               | B      | Verslag |
| 6     | GP van Oostenrijk          | Michael Schumacher | Michael Schumacher | Michael Schumacher   | Ferrari               | B      | Verslag |
| 7     | GP van Monaco              | Ralf Schumacher    | Kimi Räikkönen     | Juan Pablo Montoya   | Williams-BMW          | M      | Verslag |
| 8     | GP van Canada              | Ralf Schumacher    | Fernando Alonso    | Michael Schumacher   | Ferrari               | B      | Verslag |
| 9     | GP van Europa              | Kimi Räikkönen     | Kimi Räikkönen     | Ralf Schumacher      | Williams-BMW          | M      | Verslag |
| 10    | GP van Frankrijk           | Ralf Schumacher    | Juan Pablo Montoya | Ralf Schumacher      | Williams-BMW          | M      | Verslag |
| 11    | GP van Groot-Brittannië    | Rubens Barrichello | Rubens Barrichello | Rubens Barrichello   | Ferrari               | B      | Verslag |
| 12    | GP van Duitsland           | Juan Pablo Montoya | Juan Pablo Montoya | Juan Pablo Montoya   | Williams-BMW          | M      | Verslag |
| 13    | GP van Hongarije           | Fernando Alonso    | Juan Pablo Montoya | Fernando Alonso      | Renault               | M      | Verslag |
| 14    | GP van Italië              | Michael Schumacher | Michael Schumacher | Michael Schumacher   | Ferrari               | B      | Verslag |
| 15    | GP van de Verenigde Staten | Kimi Räikkönen     | Michael Schumacher | Michael Schumacher   | Ferrari               | B      | Verslag |
| 16    | GP van Japan               | Rubens Barrichello | Ralf Schumacher    | Rubens Barrichello   | Ferrari               | B      | Verslag |

### Puntentelling
Vanaf 2003 werd een nieuw puntensysteem ingevoerd.
Punten werden toegekend aan de top acht geklasseerde coureurs.
| Positie | 01e0 | 02e0 | 03e0 | 04e0 | 05e0 | 06e0 | 07e0 | 08e0 |
| Punten  | 10   | 8    | 6    | 5    | 4    | 3    | 2    | 1    |

### Klassement bij de coureurs
| Pos. | Coureur               | AUS | MAL | BRA    | SMR  | SPA | OOS  | MON | CAN | EUR    | FRA | GBR  | DUI  | HON | ITA  | VST | JPN | Punten |
| ---- | --------------------- | --- | --- | ------ | ---- | --- | ---- | --- | --- | ------ | --- | ---- | ---- | --- | ---- | --- | --- | ------ |
| 1    | Michael Schumacher    | 4P  | 6S  | DNF    | 1PS0 | 1P  | 1PS0 | 3   | 1   | 5      | 3   | 4    | 7    | 8   | 1PS0 | 1S  | 8   | 93     |
| 2    | Kimi Räikkönen        | 3S  | 1   | 2      | 2    | DNF | 2    | 2S  | 6   | DNFPS0 | 4   | 3    | DNF  | 2   | 4    | 2P  | 2   | 91     |
| 3    | Juan Pablo Montoya    | 2   | 12  | DNF    | 7    | 4   | DNF  | 1   | 3   | 2      | 2S  | 2    | 1PS0 | 3S  | 2    | 6   | DNF | 82     |
| 4    | Rubens Barrichello    | DNF | 2   | DNFPS0 | 3    | 3S  | 3    | 8   | 5   | 3      | 7   | 1PS0 | DNF  | DNF | 3    | DNF | 1P  | 65     |
| 5    | Ralf Schumacher       | 8   | 4   | 7      | 4    | 5   | 6    | 4P  | 2P  | 1      | 1P  | 9    | DNF  | 4   |      | DNF | 12S | 58     |
| 6    | Fernando Alonso       | 7   | 3P  | 3      | 6    | 2   | DNF  | 5   | 4S  | 4      | DNF | DNF  | 4    | 1P  | 8    | DNF | DNF | 55     |
| 7    | David Coulthard       | 1   | DNF | 4      | 5    | DNF | 5    | 7   | DNF | 15†    | 5   | 5    | 2    | 5   | DNF  | DNF | 3   | 51     |
| 8    | Jarno Trulli          | 5   | 5   | 8      | 13   | DNF | 8    | 6   | DNF | DNF    | DNF | 6    | 3    | 7   | DNF  | 4   | 5   | 33     |
| 9    | Jenson Button         | 10  | 7   | DNF    | 8    | 9   | 4    | DNS | DNF | 7      | DNF | 8    | 8    | 10  | DNF  | DNF | 4   | 17     |
| 10   | Mark Webber           | DNF | DNF | 9†     | DNF  | 7   | 7    | DNF | 7   | 6      | 6   | 14   | 11†  | 6   | 7    | DNF | 11  | 17     |
| 11   | Heinz-Harald Frentzen | 6   | 9   | 5      | 11   | DNF | DNS  | DNF | DNF | 9      | 12  | 12   | DNF  | DNF | 13†  | 3   | DNF | 13     |
| 12   | Giancarlo Fisichella  | 12† | DNF | 1      | 15†  | DNF | DNF  | 10  | DNF | 12     | DNF | DNF  | 13†  | DNF | 10   | 7   | DNF | 12     |
| 13   | Cristiano da Matta    | DNF | 11  | 10     | 12   | 6   | 10   | 9   | 11† | DNF    | 11  | 7    | 6    | 11  | DNF  | 9   | 7   | 10     |
| 14   | Nick Heidfeld         | DNF | 8   | DNF    | 10   | 10  | DNF  | 11  | DNF | 8      | 13  | 17   | 10   | 9   | 9    | 5   | 9   | 6      |
| 15   | Olivier Panis         | DNF | DNF | DNF    | 9    | DNF | DNF  | 13  | 8   | DNF    | 8   | 11   | 5    | DNF | DNF  | DNF | 10  | 6      |
| 16   | Jacques Villeneuve    | 9   | DNS | 6      | DNF  | DNF | 12   | DNF | DNF | DNF    | 9   | 10   | 9    | DNF | 6    | DNF |     | 6      |
| 17   | Marc Gené             |     |     |        |      |     |      |     |     |        |     |      |      |     | 5    |     |     | 4      |
| 18   | Takuma Sato           |     |     |        |      |     |      |     |     |        |     |      |      |     |      |     | 6   | 3      |
| 19   | Ralph Firman          | DNF | 10  | DNF    | DNF  | 8   | 11   | 12  | DNF | 11     | 15  | 13   | DNF  |     |      | DNF | 14  | 1      |
| 20   | Justin Wilson         | DNF | DNF | DNF    | DNF  | 11  | 13   | DNF | DNF | 13     | 14  | 16   | DNF  | DNF | DNF  | 8   | 13  | 1      |
| 21   | Antônio Pizzonia      | 13† | DNF | DNF    | 14   | DNF | 9    | DNF | 10† | 10     | 10  | DNF  |      |     |      |     |     | 0      |
| 22   | Jos Verstappen        | 11  | 13  | DNF    | DNF  | 12  | DNF  | DNF | 9   | 14     | 16  | 15   | DNF  | 12  | DNF  | 10  | 15  | 0      |
| 23   | Nicolas Kiesa         |     |     |        |      |     |      |     |     |        |     |      | 12   | 13  | 12   | 11  | 16  | 0      |
| 24   | Zsolt Baumgartner     |     |     |        |      |     |      |     |     |        |     |      |      | DNF | 11   |     |     | 0      |
| Pos. | Coureur               | AUS | MAL | BRA    | SMR  | SPA | OOS  | MON | CAN | EUR    | FRA | GBR  | DUI  | HON | ITA  | VST | JPN | Punten |

| Resultaat                       |
| ------------------------------- |
| Winnaar                         |
| Tweede plaats                   |
| Derde plaats                    |
| Gefinisht (punten behaald)      |
| Gefinisht (geen punten behaald) |
| Niet geklasseerd (NC)           |
| Uitgevallen (DNF)               |
| Niet gekwalificeerd (DNQ)       |
| Gediskwalificeerd (DSQ)         |
| Niet gestart (DNS)              |
| Gewond (INJ)                    |
| Uitgesloten (EX)                |
| Teruggetrokken (WD)             |
| Niet deelgenomen (blanco cel)   |
| P Pole position                 |
| S Snelste ronde                 |

† — Coureur is niet gefinisht in de GP, maar heeft wel 90% van de race-afstand afgelegd, waardoor hij als geklasseerd genoteerd staat.

### Klassement bij de constructeurs
| Pos. | Constructeur     | Nr. | AUS | MAL | BRA    | SMR  | SPA | OOS  | MON | CAN | EUR    | FRA | GBR  | DUI  | HON | ITA  | VST | JPN | Punten |
| ---- | ---------------- | --- | --- | --- | ------ | ---- | --- | ---- | --- | --- | ------ | --- | ---- | ---- | --- | ---- | --- | --- | ------ |
| 1    | Ferrari          | 1   | 4P  | 6S  | DNF    | 1PS0 | 1P  | 1PS0 | 3   | 1   | 5      | 3   | 4    | 7    | 8   | 1PS0 | 1S  | 8   | 158    |
| 1    | Ferrari          | 2   | DNF | 2   | DNFPS0 | 3    | 3S  | 3    | 8   | 5   | 3      | 7   | 1PS0 | DNF  | DNF | 3    | DNF | 1P  | 158    |
| 2    | Williams-BMW     | 3   | 2   | 12  | DNF    | 7    | 4   | DNF  | 1   | 3   | 2      | 2S  | 2    | 1PS0 | 3S  | 2    | 6   | DNF | 144    |
| 2    | Williams-BMW     | 4   | 8   | 4   | 7      | 4    | 5   | 6    | 4P  | 2P  | 1      | 1P  | 9    | DNF  | 4   | 5    | DNF | 12S | 144    |
| 3    | McLaren-Mercedes | 5   | 1   | DNF | 4      | 5    | DNF | 5    | 7   | DNF | 15†    | 5   | 5    | 2    | 5   | DNF  | DNF | 3   | 142    |
| 3    | McLaren-Mercedes | 6   | 3S  | 1   | 2      | 2    | DNF | 2    | 2S  | 6   | DNFPS0 | 4   | 3    | DNF  | 2   | 4    | 2P  | 2   | 142    |
| 4    | Renault          | 7   | 5   | 5   | 8      | 13   | DNF | 8    | 6   | DNF | DNF    | DNF | 6    | 3    | 7   | DNF  | 4   | 5   | 88     |
| 4    | Renault          | 8   | 7   | 3P  | 3      | 6    | 2   | DNF  | 5   | 4S  | 4      | DNF | DNF  | 4    | 1P  | 8    | DNF | DNF | 88     |
| 5    | BAR-Honda        | 16  | 9   | DNS | 6      | DNF  | DNF | 12   | DNF | DNF | DNF    | 9   | 10   | 9    | DNF | 6    | DNF | 6   | 26     |
| 5    | BAR-Honda        | 17  | 10  | 7   | DNF    | 8    | 9   | 4    | DNS | DNF | 7      | DNF | 8    | 8    | 10  | DNF  | DNF | 4   | 26     |
| 6    | Sauber-Petronas  | 9   | DNF | 8   | DNF    | 10   | 10  | DNF  | 11  | DNF | 8      | 13  | 17   | 10   | 9   | 9    | 5   | 9   | 19     |
| 6    | Sauber-Petronas  | 10  | 6   | 9   | 5      | 11   | DNF | DNS  | DNF | DNF | 9      | 12  | 12   | DNF  | DNF | 13†  | 3   | DNF | 19     |
| 7    | Jaguar-Cosworth  | 14  | DNF | DNF | 9†     | DNF  | 7   | 7    | DNF | 7   | 6      | 6   | 14   | 11†  | 6   | 7    | DNF | 11  | 18     |
| 7    | Jaguar-Cosworth  | 15  | 13† | DNF | DNF    | 14   | DNF | 9    | DNF | 10† | 10     | 10  | DNF  | DNF  | DNF | DNF  | 8   | 13  | 18     |
| 8    | Toyota           | 20  | DNF | DNF | DNF    | 9    | DNF | DNF  | 13  | 8   | DNF    | 8   | 11   | 5    | DNF | DNF  | DNF | 10  | 16     |
| 8    | Toyota           | 21  | DNF | 11  | 10     | 12   | 6   | 10   | 9   | 11  | DNF    | 11  | 7    | 6    | 11  | DNF  | 9   | 7   | 16     |
| 9    | Jordan-Ford      | 11  | 12† | DNF | 1      | 15†  | DNF | DNF  | 10  | DNF | 12     | DNF | DNF  | 13†  | DNF | 10   | 7   | DNF | 13     |
| 9    | Jordan-Ford      | 12  | DNF | 10  | DNF    | DNF  | 8   | 11   | 12  | DNF | 11     | 15  | 13   | DNF  | DNF | 11   | DNF | 14  | 13     |
| 10   | Minardi-Cosworth | 18  | DNF | DNF | DNF    | DNF  | 11  | 13   | DNF | DNF | 13     | 14  | 16   | 12   | 13  | 12   | 11  | 16  | 0      |
| 10   | Minardi-Cosworth | 19  | 11  | 13  | DNF    | DNF  | 12  | DNF  | DNF | 9   | 14     | 16  | 15   | DNF  | 12  | DNF  | 10  | 15  | 0      |
| Pos. | Constructeur     | Nr. | AUS | MAL | BRA    | SMR  | SPA | OOS  | MON | CAN | EUR    | FRA | GBR  | DUI  | HON | ITA  | VST | JPN | Punten |

| Resultaat                       |
| ------------------------------- |
| Winnaar                         |
| Tweede plaats                   |
| Derde plaats                    |
| Gefinisht (punten behaald)      |
| Gefinisht (geen punten behaald) |
| Niet geklasseerd (NC)           |
| Uitgevallen (DNF)               |
| Niet gekwalificeerd (DNQ)       |
| Gediskwalificeerd (DSQ)         |
| Niet gestart (DNS)              |
| Gewond (INJ)                    |
| Uitgesloten (EX)                |
| Teruggetrokken (WD)             |
| Niet deelgenomen (blanco cel)   |
| P Pole position                 |
| S Snelste ronde                 |

† — Coureur is niet gefinisht in de GP, maar heeft wel 90% van de race-afstand afgelegd, waardoor hij als geklasseerd genoteerd staat.
1950 · 1951 · 1952 · 1953 · 1954 · 1955 · 1956 · 1957 · 1958 · 1959 · 1960 · 1961 · 1962 · 1963 · 1964 · 1965 · 1966 · 1967 · 1968 · 1969 · 1970 · 1971 · 1972 · 1973 · 1974 · 1975 · 1976 · 1977 · 1978 · 1979 · 1980 · 1981 · 1982 · 1983 · 1984 · 1985 · 1986 · 1987 · 1988 · 1989 · 1990 · 1991 · 1992 · 1993 · 1994 · 1995 · 1996 · 1997 · 1998 · 1999 · 2000 · 2001 · 2002 · 2003 · 2004 · 2005 · 2006 · 2007 · 2008 · 2009 · 2010 · 2011 · 2012 · 2013 · 2014 · 2015 · 2016 · 2017 · 2018 · 2019 · 2020 · 2021 · 2022 · 2023 · 2024 · 2025 · 2026 
 Lijst van Formule 1 Grand Prix-wedstrijden